# دیوید مارگولزی
دیوید مارگولزی (انگلیسی: David Margolese؛ زادهٔ ۲۴ اکتبر ۱۹۵۷) کارآفرین اهل کانادا است، که در سال ۲۰۰۸ شرکت سیریوس اکس‌ام را تأسیس کرد.